# Halictus scabiosae
{{Bảng phân loại
| image =
| image caption =
| regnum = Animalia 
| phylum = Arthropoda 
| classis = Insecta 
| ordo = Hymenoptera
| familia = Halictidae
| subfamilia = Halictinae
| tribus = Halictini
| genus = Halictus
| species = H. scabiosae
| binomial = Halictus scabiosae
| binomial_authority = Rossi, 1790
De Halictus scabiosae (tên tiếng Anh: breedbandgroefbij) là một loài Hymenoptera trong họ Halictidae. Loài này được Rossi mô tả khoa học năm 1790.

## Hình ảnh

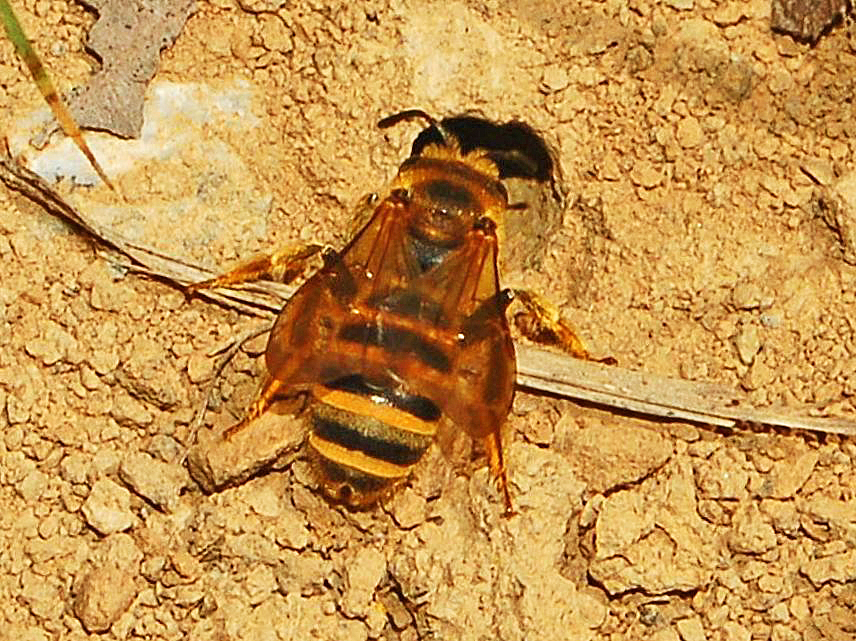
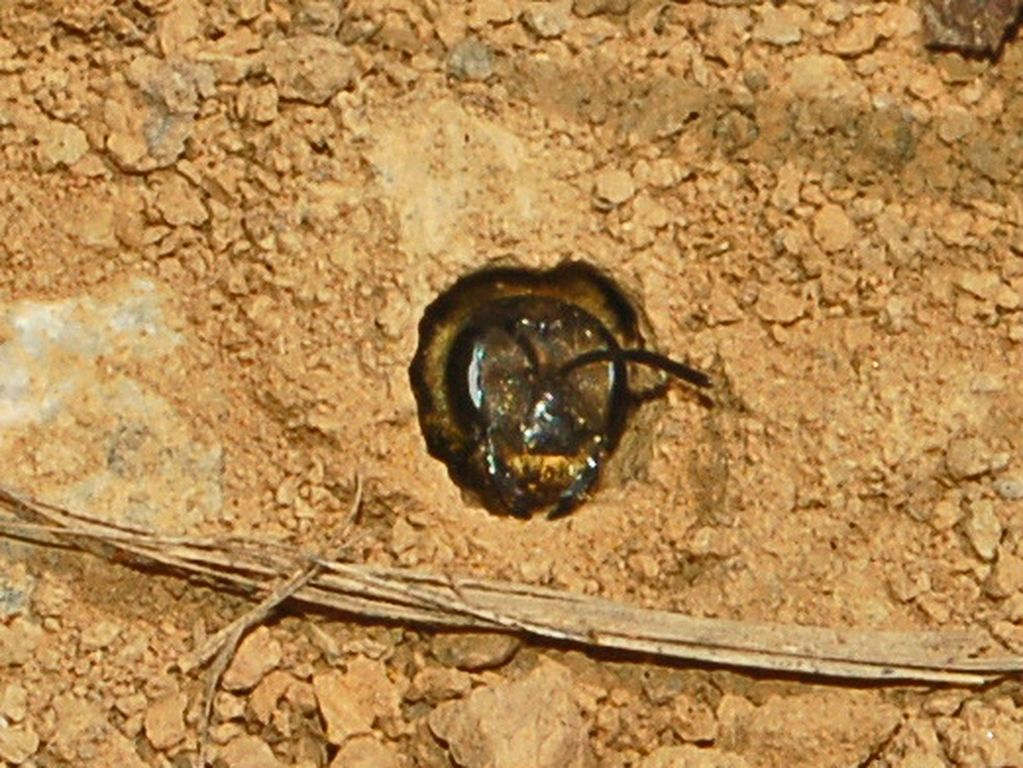
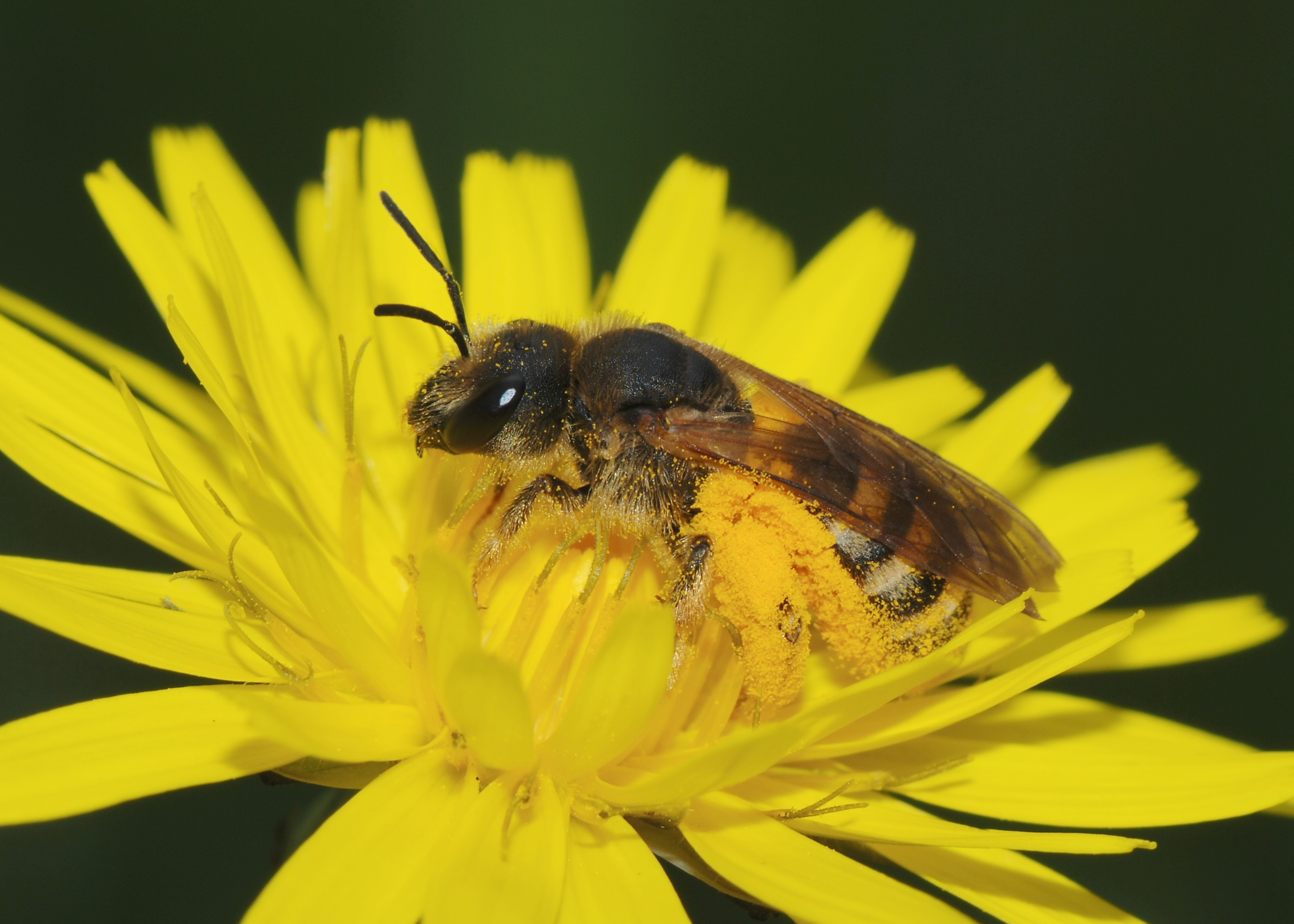
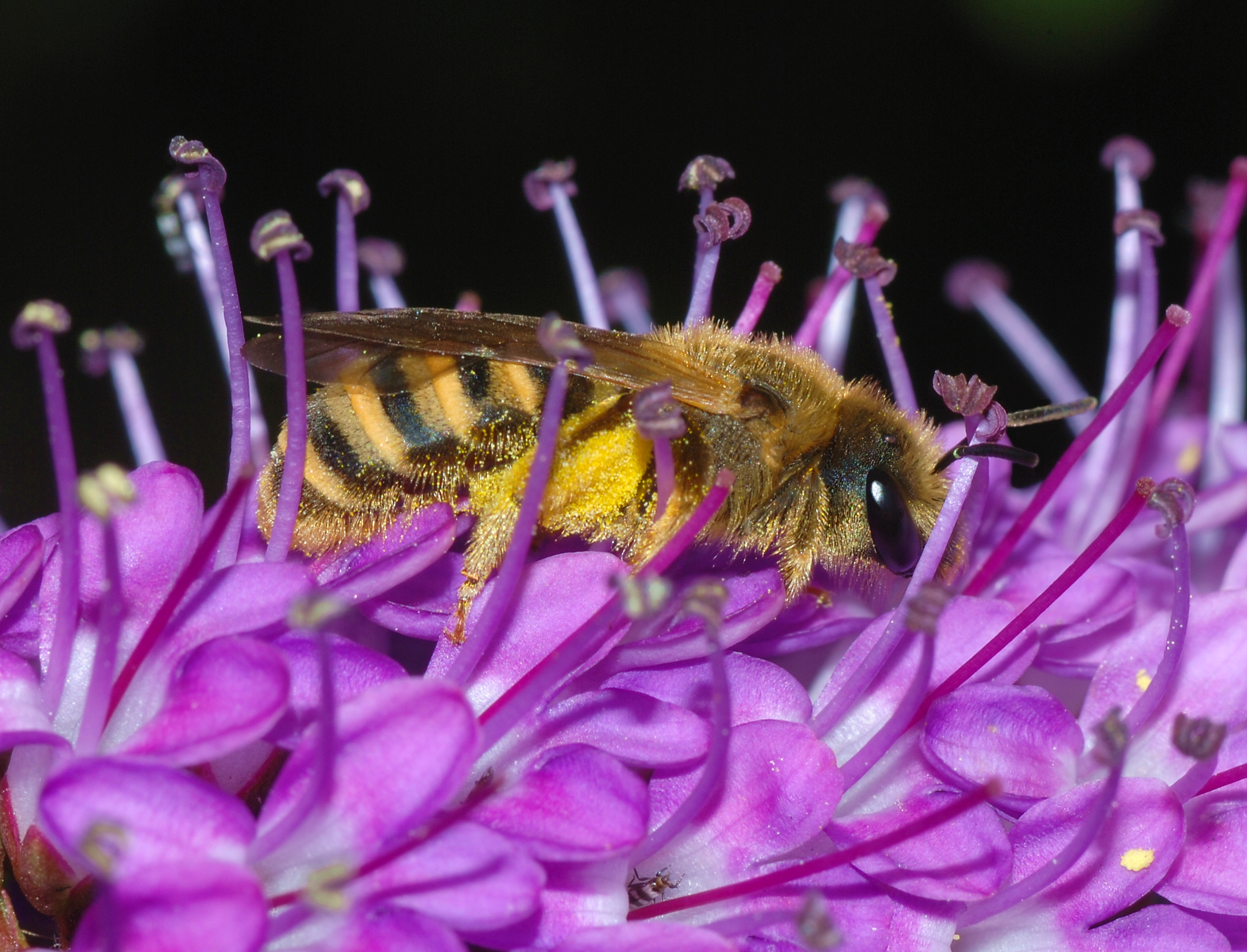